# 立川志獅丸
立川 志獅丸 （たてかわ ししまる、1976年（昭和51年）4月19日 - ）は、日本の落語家。落語立川流所属の真打。出囃子は『せり』。

## 来歴
1976年、東京都豊島区出身。明治大学付属明治高等学校(柔道部主将)、明治大学農学部農業経済学科卒業後、株式会社きもののやまとに入社。2年勤続後立川志らくに弟子入り。前座名はらく太。
2012年、二つ目に昇進し、志獅丸に改名。2014年、第13回さがみはら若手落語家選手権に初出場し、初優勝した。東京都東久留米市在住。
2019年夏に真打昇進が内定しているが、同年5月に師匠の志らくが主宰する劇団の稽古に一門の弟子たちが一度も見学に来なかったことから「弟子が師匠に対して興味がないのなら弟子である必要はありません」との理由で、志らく門下の二つ目7人全員が前座に降格となった。ただし、いずれも期限を決めた上での前座再修行となり、志獅丸については「志獅丸は真打ち昇進前日まで」とされた。同年7月1日付で真打に昇進した（形式上、前座から異例の真打昇進）。
2021年12月、ご当地落語プロジェクト「岳温泉」に参加。立川こしらなどとともに福島県の岳温泉に４日間滞在し、名所旧跡を見、現地の人々の話を聞く中で創作した新作落語「い～い湯加減」を口演した。

## 出演番組

### ラジオ
- - CRT 栃木放送 「ラ ジっちゃう？」 毎週月曜日、AM9:00 - 13:00（2014年4月 - 11月）
  - CRT 栃木放送 「シモツカル」 毎週月曜日、AM9:00 - 12:30（2014年12月 - ）[5]。
  - FMつしま「平成cafe志獅丸」毎週金曜日、PM15:00　‐ 15:30、PM22:00 - 22:30(再放送）（2024年4月 - )
- ネット配信　　　　　　　　　　　　　　　　　　　　　　　　　　　　　　　　　　　　　　　　　　　　　　　　　　　　　　　 大喜利セーフ22- （Youtube、2020年3月～、現在、月水金22:30頃からLIVE配信中
- ドラマ
  - ノッキンオン・ロックドドア(テレビ朝日、第3話、立川志獅丸(本人)役)